# Atardecer (película)
Atardecer (en húngaro, Napszállta) es una película de drama histórico húngaro de 2018 dirigida por László Nemes y coescrita por Nemes, Clara Royer y Matthieu Taponier. Está ambientada en Budapest antes de la Primera Guerra Mundial, protagonizada por el recién llegado Juli Jakab y Vlad Ivanov. Se estrenó en el 75.ª Festival Internacional de Cine de Venecia y también se proyectó en el Festival Internacional de Cine de Toronto 2018. Fue seleccionada como la entrada húngara a la Mejor Película en Lengua Extranjera en los 91.ª Premios de la Academia, pero no fue nominada.

## Sinopsis
1913, Budapest, en el corazón de Europa. La joven Irisz Leiter llega a la capital húngara con grandes esperanzas de trabajar como sombrerera en la legendaria sombrerería que perteneció a sus difuntos padres. Sin embargo, el nuevo propietario, Oszkár Brill, la despide. Mientras se realizan los preparativos en la sombrerería Leiter, para recibir a invitados de suma importancia, un hombre llega abruptamente a Irisz en busca de un tal Kálmán Leiter. Negándose a salir de la ciudad, la joven sigue las huellas de Kálmán, su único vínculo con un pasado perdido. Su búsqueda la lleva a través de las calles oscuras de Budapest, donde solo brilla la sombrerería Leiter, hacia la confusión de una civilización en vísperas de su caída.

## Reparto
- Juli Jakab como Írisz Leiter
- Vlad Ivanov como Oszkár Brill
- Evelin Dobos como Zelma
- Marcin Czarnik como Sándor
- Levente Molnár como Gaspar
- Julia Jakubowska como Condesa Rédey
- Christian Harting como Otto von König
- Mihály Kormos como La Cuidadora
- Sándor Zsótér como Doctor Herz
- Dorottya Moldován como Lili
- Judit Bárdos como Szeréna
- Susanne Wuest como La princesa
- Tom Pilath como El príncipe
- Enrique Keil como Hombre con monóculo
- Balázs Czukor como Nulla
- Zsolt Nagy como Szilágyi
- Péter Fancsikai como Robert
- Áron Öze como Hombre de jubileo
- Uwe Lauer como El coronel
- Urs Rechn como Ismael
- István Pion como Chófer de Otto von König
- Björn Freiberg como Hombre de blanco

## Producción

### Desarrollo
La película recibió 5 millones de euros del Fondo Nacional de Cine de Hungría y el proyecto está producido por Gabor Sipos y Gabor Rajna a través de Laokoon Filmgroup. Sunset está siendo vendida y coproducida por la compañía francesa Films Distribution. Se espera que la película cuente con el apoyo también de Eurimages.

### Casting
Juli Jakab, quien interpreta a la protagonista de la película, fue elegida entre más de 1.000 actrices húngaras.

### Filmación
El rodaje tuvo lugar entre el 12 de junio y el 2 de septiembre de 2017 en Hungría.

## Lanzamiento
Atardecer se estrenó en competición en el 75.ª Festival Internacional de Cine de Venecia el 2 de septiembre de 2018. La película se estrenó en Hungría el 27 de septiembre de 2018.

## Recepción
En el sitio web del agregador de reseñas Rotten Tomatoes, la película tiene una calificación de aprobación del 60% basada en 92 reseñas, con una calificación promedio de 6.7/10. El consenso crítico del sitio dice: "Atardecer (Napszállta) lucha por llenar su tiempo de ejecución con un drama consistentemente convincente, pero usa las experiencias de una mujer para capturar de manera convincente una sociedad en una encrucijada". En Metacritic, la película tiene un puntaje promedio ponderado de 65 sobre 100 basado en 23 críticas, lo que indica "críticas generalmente favorables".

## Premios
En el Festival de Cine de Venecia, la película ganó el premio FIPRESCI.
| Año  | Premio                                         | Categoría | Recipient | Resultado |
| ---- | ---------------------------------------------- | --------- | --------- | --------- |
| 2018 | 75.ª Festival Internacional de Cine de Venecia | FIPRESCI  | Atardecer |           |